# Fritz W. Schulze
Fritz W. Schulze (* 21. Januar 1921 in Zerbst; † 14. April 2011) war ein deutscher Anglist und Hochschullehrer.

## Leben und Werk
Nach dem Schulabschluss studierte Schulze und promovierte 1948 an der Martin-Luther-Universität Halle-Wittenberg zum Dr. phil. Nach seiner Habilitation wurde er 1950 Dozent an der Pädagogischen Hochschule Potsdam. 1950 wurde er zum Professor mit Lehrauftrag an die Martin-Luther-Universität Halle-Wittenberg berufen. 1960 floh er aus der DDR und wurde Professor an der Georg-August-Universität Göttingen. 1961 wechselte er als Professor an die Justus-Liebig-Universität Gießen und 1964 als Professor für Englische Philologie an die Johannes Gutenberg-Universität Mainz. 1986 wurde er emeritiert.

## Schriften (Auswahl)
- Untersuchungen über den englischen Wortschatz im Sinnbezirk Volk-Nation während der französischen Revolution. 1948.
- Folklore. Zur Ableitung der Vorgeschichte einer Wissenschaftsbezeichnung. Halle/S. 1949.
- Hamlet. Geschichtssubstanzen zwischen Rohstoff und Endform des Gedichts. Halle/S. 1956.
- William Shakespeare. Macbeth. Ullstein 1964.